# Ernie Forrest
Ernest Forrest (19 tháng 2 năm 1919 – tháng 1 năm 1987) là một cầu thủ bóng đá người Anh thi đấu ở vị trí right-half tại Football League.
Trong Thế chiến thứ hai, Forrest được ghi danh vào Trung đoàn 53 Pháo binh Hoàng gia (Pháo binh Bolton), cùng với nhiều đồng đội khác.